# هيلين أبوت ميريل
هيلين أبوت ميريل (بالإنجليزية: Helen Abbot Merrill)‏ هي رياضياتية أمريكية، ولدت في 1864، وتوفيت في 1949.